# Milagre eucarístico de Lanciano

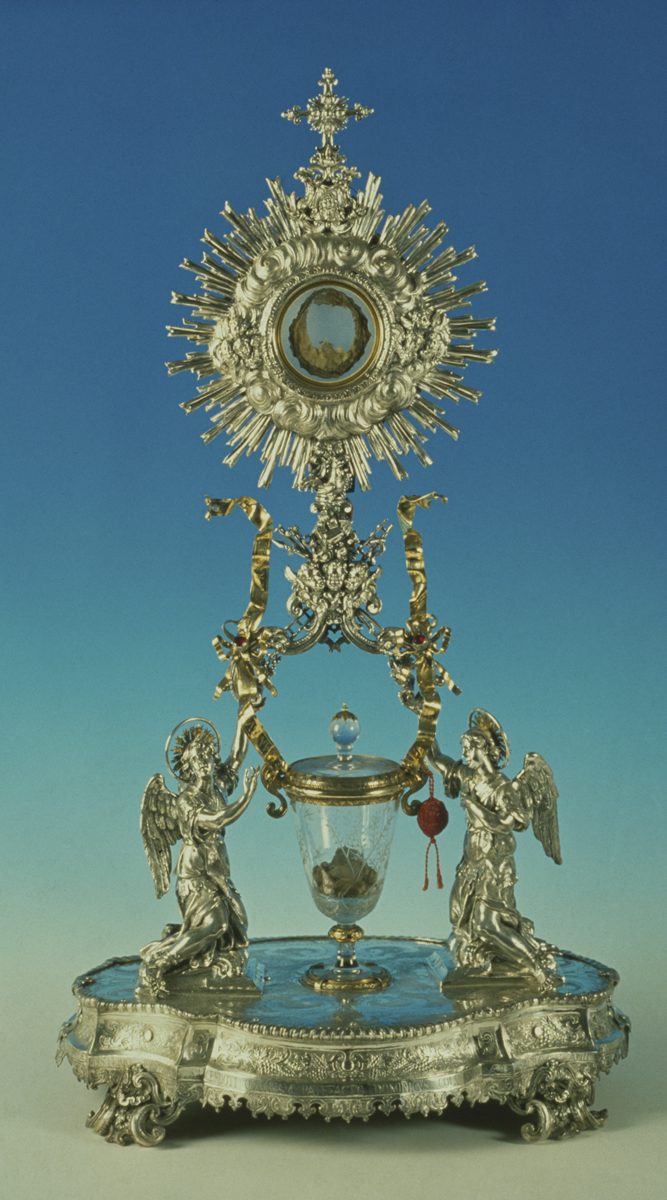
Custódia de prata que guarda o Corpo de Cristo e Cálice de cristal que guarda o Sangue de Cristo, transmutados no milagre ocorrido em Lanciano.

O milagre eucarístico de Lanciano é um  milagre eucarístico que teria ocorrido no século VIII, na cidade italiana de Lanciano. Refere-se à extraordinária transformação dos acidentes de uma hóstia em acidentes de carne humana e dos acidentes de vinho em acidentes de sangue humano, durante uma missa. É reconhecido oficialmente pela Igreja Católica como milagre.

## Relato
O milagre teria acontecido, segundo a tradição, por volta do ano 700 d.C., embora evidências históricas apontem para uma data provável entre 730 e 750 d.C.. Naquele tempo, no mosteiro dedicado a São Legoziano e São Domiciano, viviam monges da Ordem de São Basílio. Um dos monges, sacerdote, sofrendo de dúvidas sobre a verdade do dogma da transubstanciação — isto é, a conversão substancial do pão e do vinho no Corpo e Sangue de Cristo — celebrou a Missa quando, no momento da consagração, a hóstia tornou-se visivelmente carne viva, e o vinho, sangue vivo, diante de seus olhos.
Séculos depois, em 1176, o cuidado do santuário passou aos monges beneditinos de rito latino. Ao longo dos anos, as relíquias do milagre foram transferidas dentro da igreja: inicialmente conservadas na Capela Valsecca a partir de 1636, foram relocadas em 1902 para um novo altar da Igreja de São Francisco, em Lanciano, onde permanecem veneradas até hoje.
A hóstia, transformada em carne, mantém-se intacta, com coloração ligeiramente escurecida que se torna rósea quando iluminada por trás, exibindo uma estrutura visivelmente fibrosa, como tecido vivo. O sangue, coagulado, apresenta-se em cinco fragmentos de formas e tamanhos diferentes, de cor que varia entre o amarelo e o ocre. Inicialmente, as relíquias foram guardadas em um tabernáculo de marfim. Desde 1713, a carne é conservada num ostensório de prata, e o sangue, em um cálice de cristal.

## Reconhecimento e comprovação

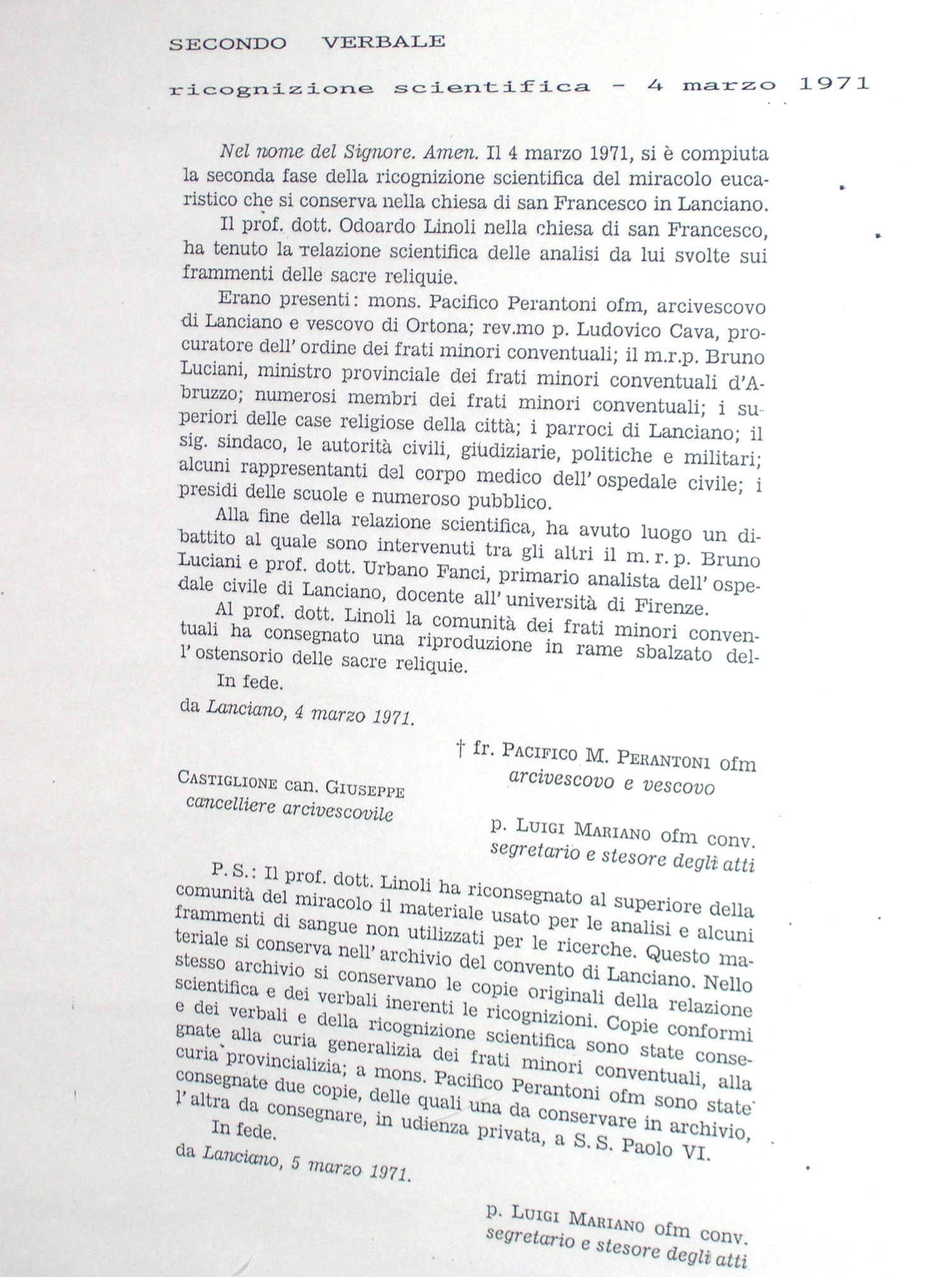
Arquivo científico sobre o fenômeno

A partir de 1574, aos reconhecimentos eclesiásticos do milagre, acrescentaram-se pronunciamentos científicos. Em novembro de 1970 os Frades Menores Conventuais, sob cuja responsabilidade se encontravam as substâncias, submeteram-nas a análise científica que foi confiada aos Dr. Odoardo Linoli, Chefe de Serviço dos Hospitais Reunidos de Arezzo e Livre Docente de Anatomia e de Histologia Patológica e de Química e Microscopia Clínica, e ao professor Ruggero Bertelli, anatomista e professor de prestígio da Universidade de Siena no fim dos anos 60, tendo este presidido todas as conferências nacionais de anatomia da Itália, dos anos de 1966 até 1971.
Após uma série de análises e constatações, o parecer foi publicado em "Quaderni Sclavo di diagnostica clinica e di laboratório", 1971, fasc. 3, Grafiche Meini, Siena, que afirma tratar-se de um milagre comprovado e inexplicável.
Embora Lanciano seja o caso mais célebre, a Igreja já documentou aproximadamente 100 milagres eucarísticos ao longo da história, entre eles fenômenos similares ocorridos, por exemplo, em Cássia, também na Itália.

## Galeria de fotos e documentos

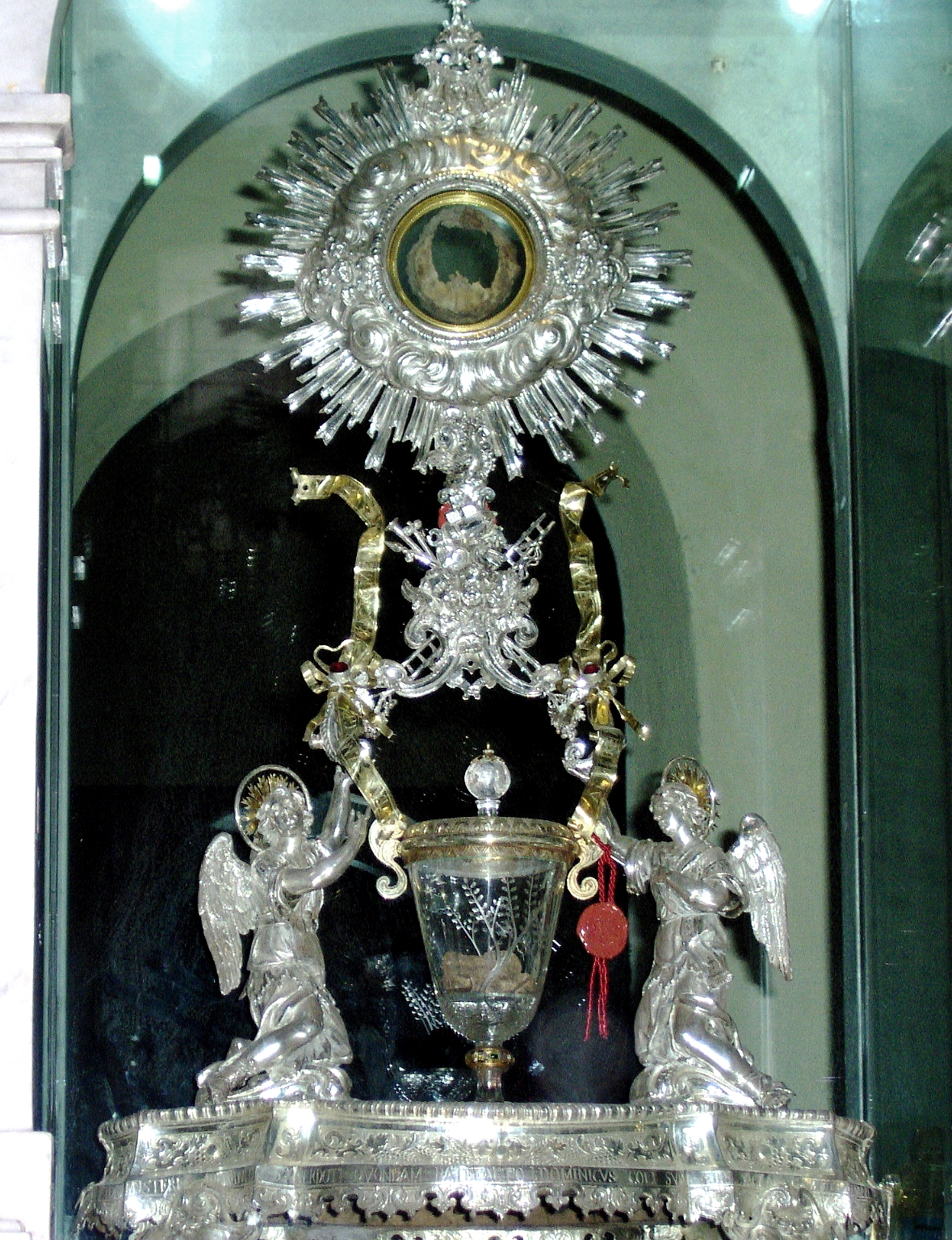
Foto
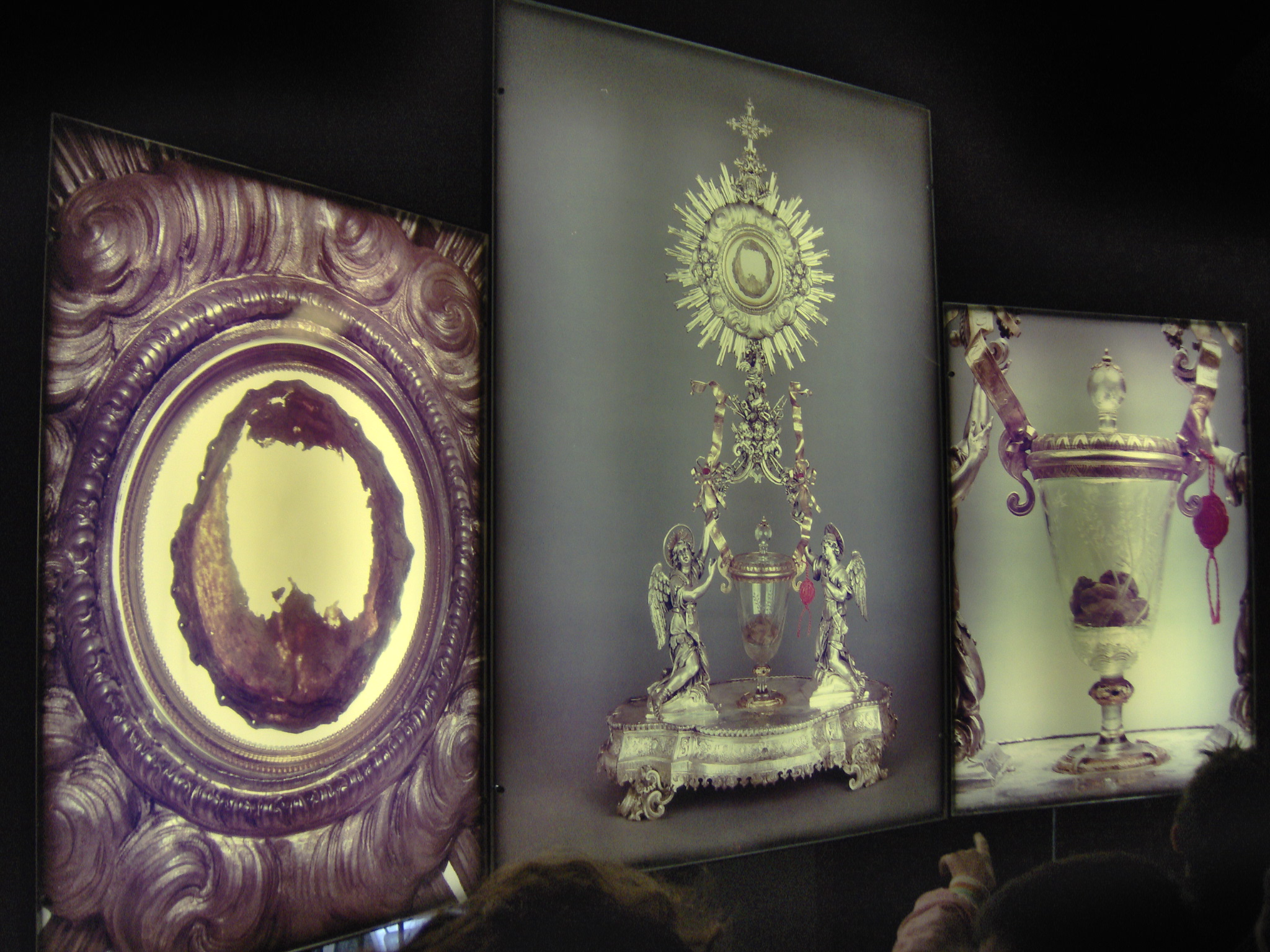
painel iluminado (visto de lado)
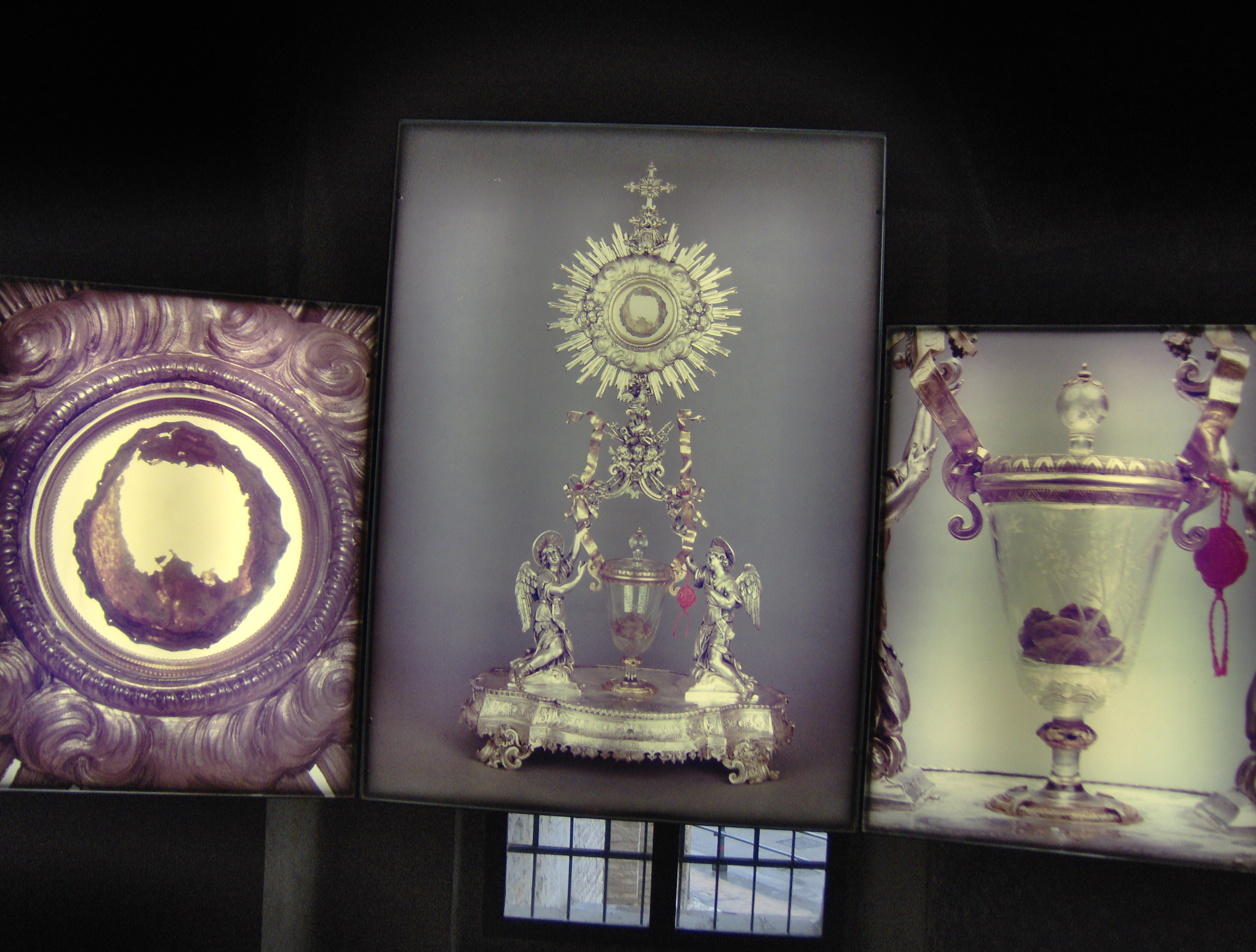
painel iluminado (visto de frente)
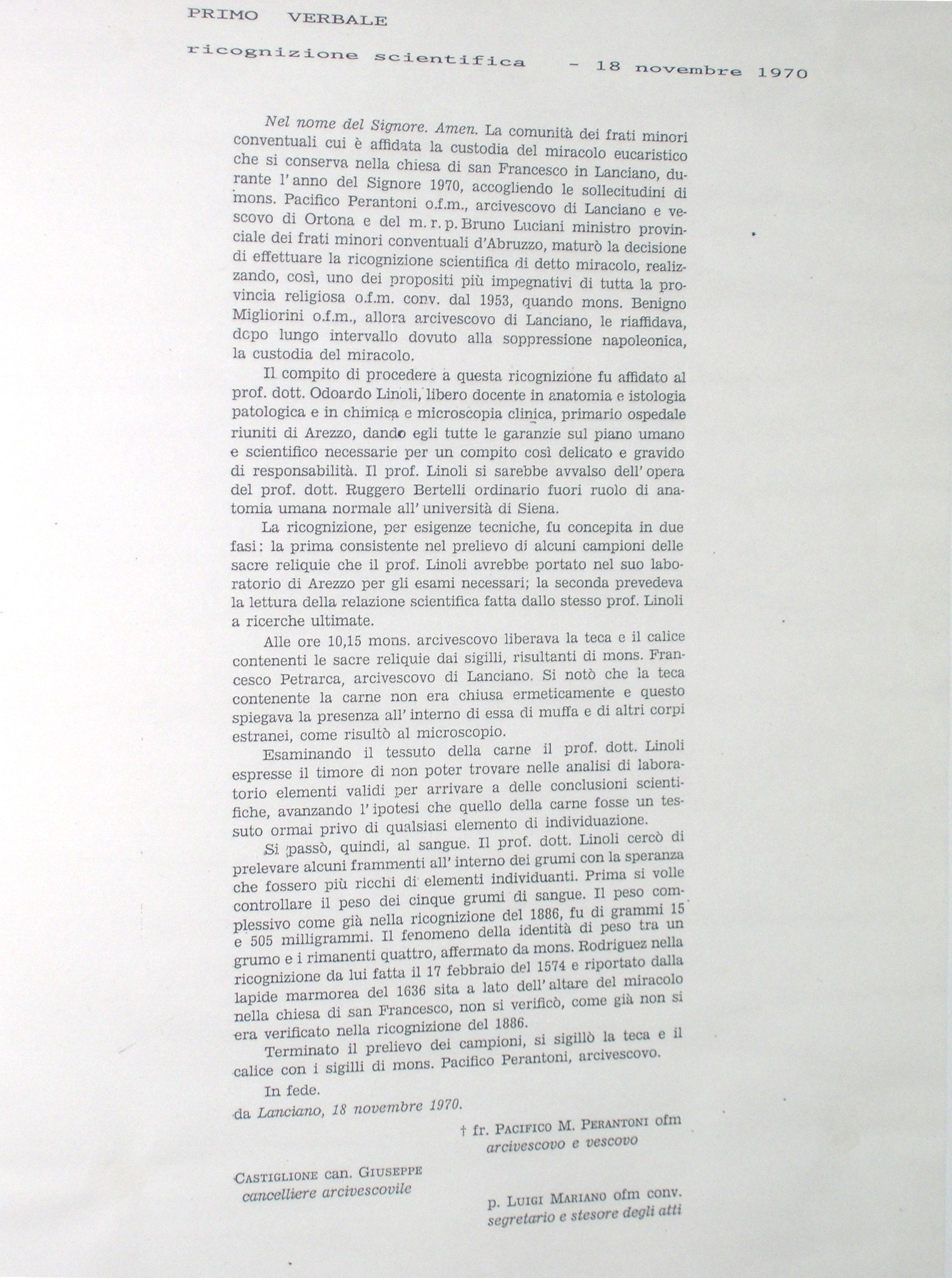
Reconhecimento científico em 18 de novembro de 1970.
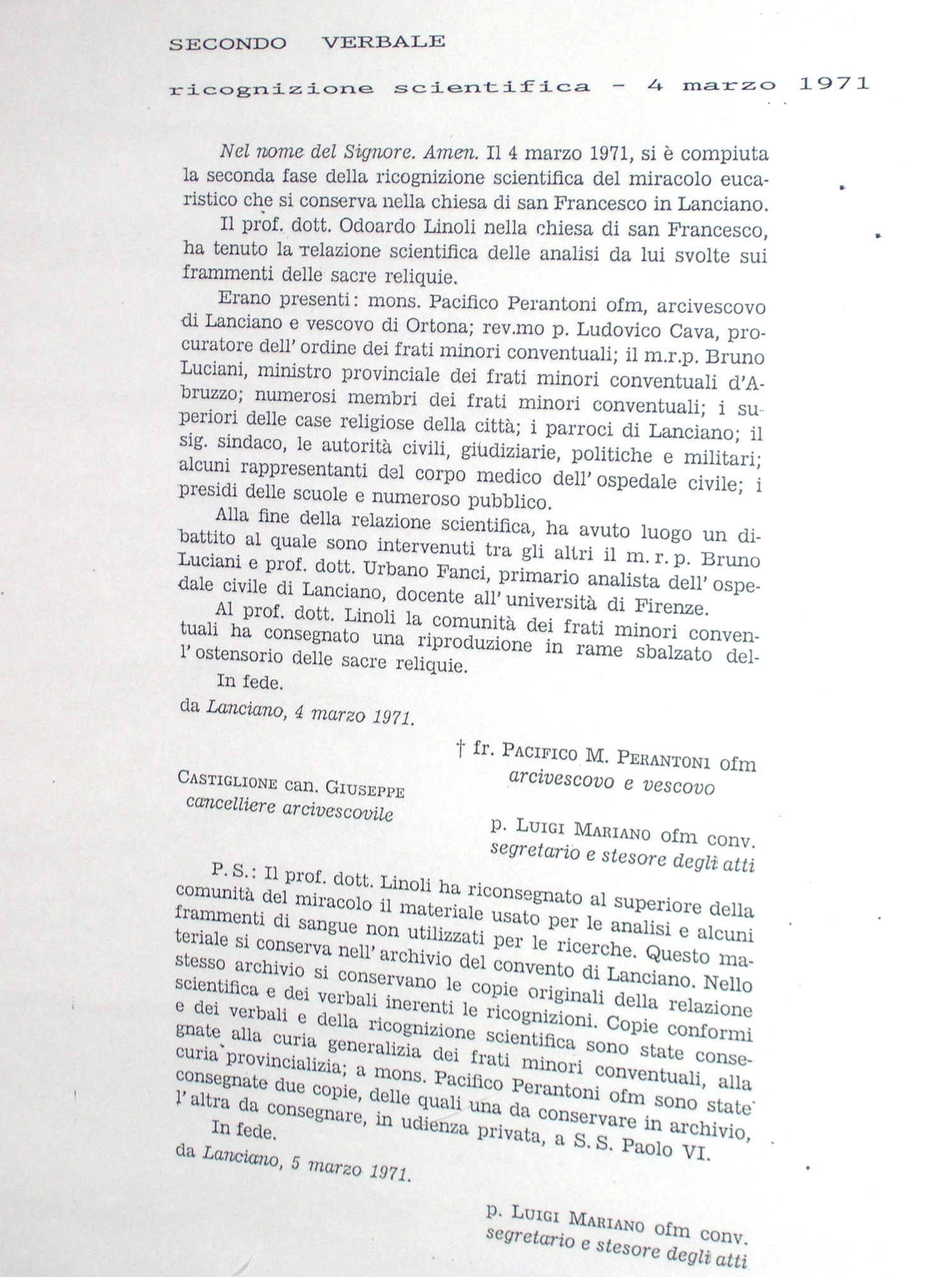
Reconhecimento científico de 4 de março de 1971.
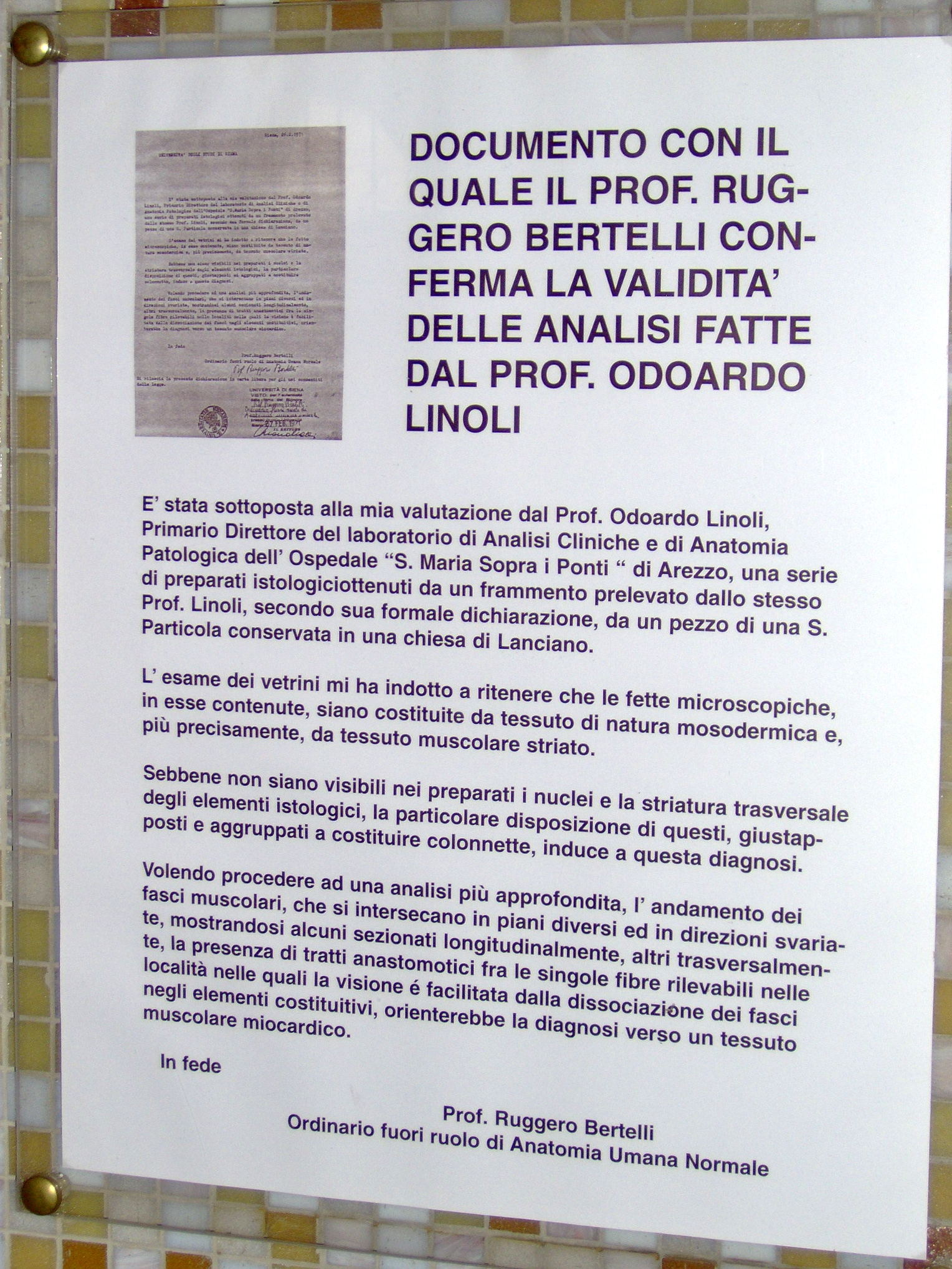
Documento do Prof. Ruggero Bertelli
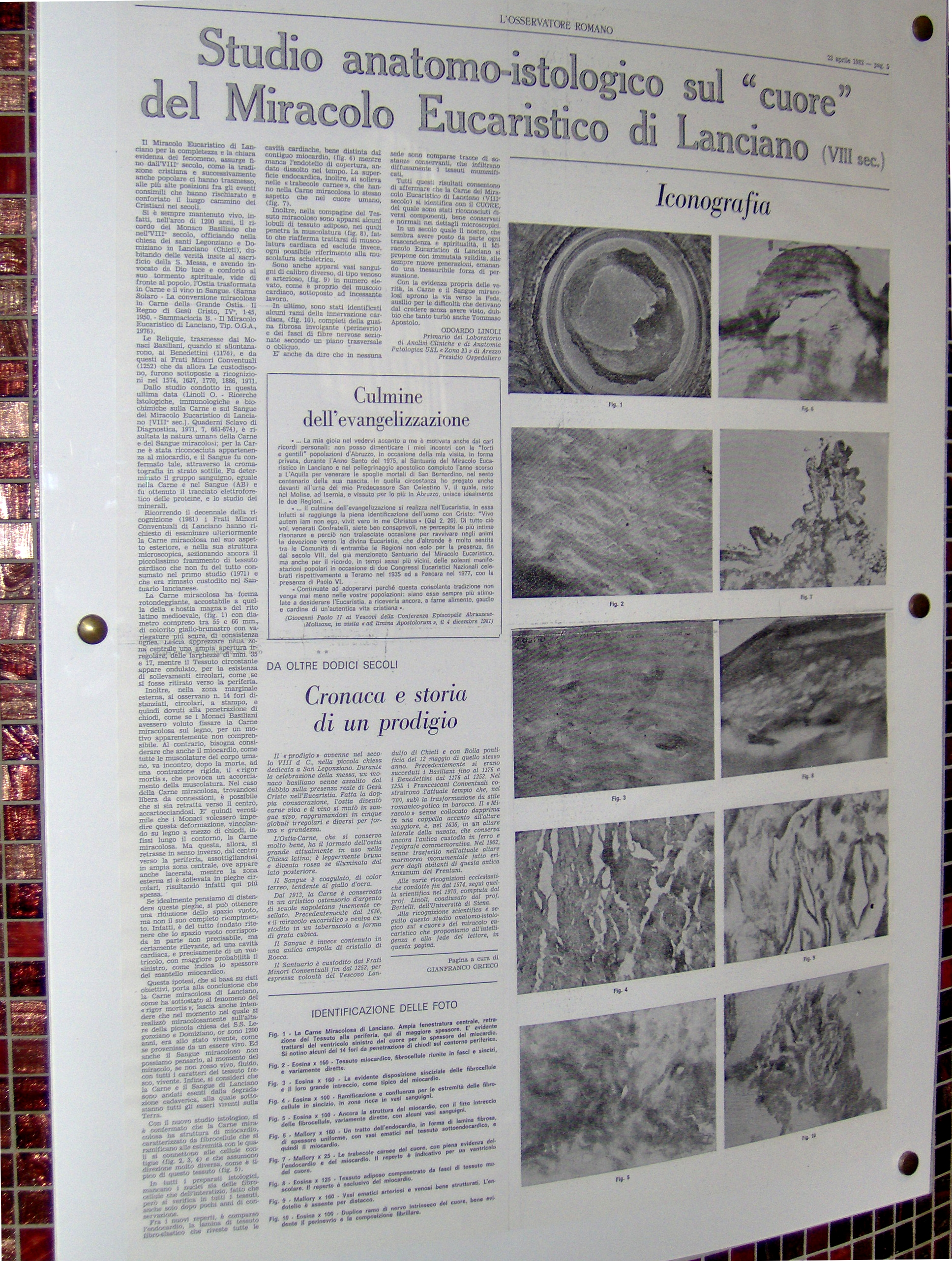
Notícia do estudo científico no L'Osservatore Romano
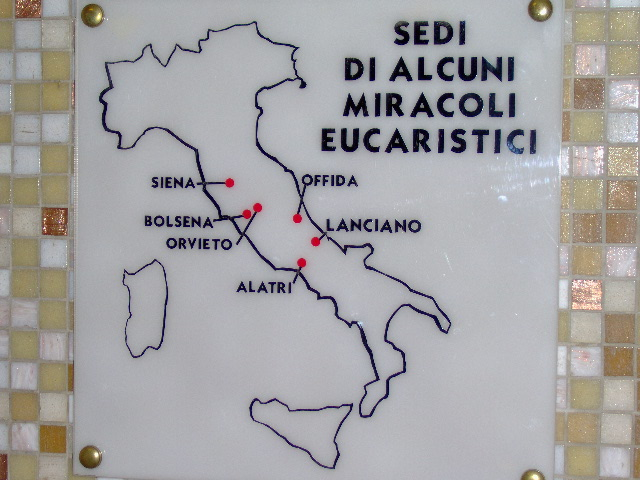
Lugares onde ocorreram fatos similares sem explicação científica.